# Ecocitex
A Ecocitex é uma empresa chilena de reciclagem têxtil que vende roupas e acessórios de segunda mão criados a partir de roupas de segunda mão em mau estado e produz e vende fios reciclados de roupas de segunda mão em mau estado.

## Contexto
A indústria têxtil é uma indústria particularmente poluente, sendo responsável por 10% das emissões de gases com efeito de estufa no mundo. No Chile, aproximadamente 550 toneladas de têxteis acabam em aterros sanitários todos os anos.

## Criação e história da empresa
A empresa Ecocitex nasceu em 2020, como meio de recuperação industrial de têxteis em mau estado recebidos pela empresa têxtil de segunda mão Travieso. Em setembro de 2019, essa empresa, criada por Rosario Hevia e Daniela Ehijo, tinha mais de 400 quilos de roupas em mau estado e, após descobrir uma velha máquina de fiar, Rosario Hevia tentou criar um fio a partir dessas roupas, e conseguiu fazê-lo e depois vendê-lo na loja Travieso. Rosario Hevia e outros quatro sócios compraram então a fábrica de fiação, que estava falida, e criaram a Ecocitex. Rosario Hevia tornou-se a sua gerente geral.
O nome Ecocitex vem de economía circular textil (economia têxtil circular).
Em junho de 2023, um incêndio afetou a fábrica, e a empresa perdeu nove das suas máquinas, todo o estoque e também a loja, todos localizados na comuna de Macul.

## Processo de reciclagem e impacto ambiental
A Ecocitex recebe todo o tipo de roupa, que é depois triada: as que estão em bom estado são vendidas ou doadas, as que estão em mau estado são transformadas em chapéus ou acessórios e as que estão em muito mau estado são destinadas à reciclagem. Elas são novamente classificadas, desta vez por cor, cortadas em pedaços, trituradas e depois fiadas novamente para se tornarem fios reciclados.
O processo não utiliza água nem corante.
Em 2023, a empresa indicou que reciclava 4 toneladas de roupa por mês, mas tinha uma capacidade de 20 toneladas.

## Modelo económico
A empresa comercializa roupas em bom estado, além de roupas transformadas e fios reciclados. A Ecocitex é deficitária durante os seus primeiros três anos de operação. Em 2021, o diretor-geral indicou que a empresa “recebe mais roupa do que recicla e recicla mais do que vende”.
Em 2023, a empresa teve três meses de lucro, mas os sócios ainda não recebem salário.

## Impacto social
A empresa emprega mulheres presas e pessoas em reinserção social durante parte do processo, e trabalha para isso com a fundação Abriendo Puertas.